# Killing an Arab
«Killing an Arab» es el primer sencillo editado por la banda británica The Cure. Se grabó al mismo tiempo que su álbum debut Three imaginary boys (1979), pero no fue incluido en dicho álbum. No obstante, fue incluido en el primer álbum de la banda editado en Estados Unidos, Boys don't cry, de 1980.

## Historia
El compositor, Robert Smith, ha afirmado que la canción fue "un breve intento poético de condensar mis impresiones sobre los momentos claves de El extranjero (novela de Albert Camus)". La letra es una adaptación libre del momento central de la novela: el instante en que Meursault, el protagonista, asesina a un árabe en la playa, impulsado por el sol, el calor y una desconexión total con el mundo.  Este árabe, como se le menciona constantemente en la novela, nunca es nombrado, y el protagonista, distante e impenitente, es ejecutado por su crimen.
La canción ha sido siempre fuente de controversia, ya que muchas veces se la ha considerado erróneamente racista por supuestamente promover la violencia contra los árabes. En Estados Unidos, la primera compilación de sencillos de The Cure, Standing on a beach (1986), se editó con una pegatina en su carátula advirtiendo contra la utilización racista de la canción. Durante la Guerra del Golfo y tras los atentados del 11 de septiembre, la canción volvió a generar polémica.
La canción fue usada durante 2005, en la gira europea de la banda. La letra fue cambiada de «Killing an Arab» (Matar a un árabe) a «Kissing an Arab» (Besar a un árabe). En la actuación del 1 de abril de 2006 en el Royal Albert Hall de Londres, la letra cambió a «Killing another» (Matar a otro). Smith cantó una versión completamente nueva del primer verso de la canción.
La letra de la canción sirve como nombre para dos recopilatorios de The Cure, Standing on a beach, y la versión CD/VHS del mismo, Staring at the sea.

## Lista de canciones
| Vinilo de 7" |                        |          |  |
| N.º          | Título                 | Duración |  |
| 1.           | «Killing An Arab»      | 2:21     |  |
| 2.           | «10:15 Saturday Night» | 3:37     |  |

## Músicos
- Robert Smith — guitarra, voz
- Michael Dempsey — bajo
- Laurence Tolhurst — Batería

## Otras versiones
- Ha sido versionada por Frodus en el recopilatorio de Radiopaque de 1995, Give Me The Cure.[9]
- En 2004 «Killing an Arab» fue versionado por DJ Riton.[10]